# Жаугаш
Жаугаш (каз. Жауғаш) — село в Меркенском районе Жамбылской области Казахстана. Входит в состав Кенесского сельского округа. Код КАТО — 315437700.

## Население
В 1999 году население села составляло 141 человек (75 мужчин и 66 женщин). По данным переписи 2009 года, в селе проживало 114 человек (56 мужчин и 58 женщин).